# Atletismo nos Jogos Pan-Americanos de 2007 - 10000 m feminino
Os 10000 metros feminino foram um dos eventos do atletismo nos Jogos Pan-Americanos de 2007, no Rio de Janeiro. A prova foi disputada no Estádio Olímpico João Havelange em 23 de julho com 10 atletas de 6 países.

## Medalhistas
| Ouro   | USA Sara Slattery         |
| Prata  | MEX Dulce María Rodríguez |
| Bronze | BRA Lucélia Peres         |

## Recordes
Recordes mundiais e pan-Americanos antes da disputa dos Jogos Pan-Americanos de 2007.
| Tipo                             | Atleta      | Tempo    | Local    | Data                  |
| -------------------------------- | ----------- | -------- | -------- | --------------------- |
|                                  | Wang Junxia | 29m31.78 | Pequim   | 8 de setembro de 1993 |
| Recorde dos Jogos Pan-Americanos | Nora Rocha  | 32m56.51 | Winnipeg | 28 de julho de 1999   |

## Resultados

### Final
A final dos 10000 metros feminino foi disputada em 23 de julho as 17:45 (UTC-3).
| Pos.              | Atleta                   | País               | Tempo    |
| ----------------- | ------------------------ | ------------------ | -------- |
| Medalha de ouro   | Sara Slattery            | USA Estados Unidos | 32m54.41 |
| Medalha de prata  | Dulce María Rodríguez    | MEX México         | 32m56.75 |
| Medalha de bronze | Lucélia Peres            | BRA Brasil         | 33m19.48 |
| 4                 | Leticia Rocha de la Cruz | MEX México         | 33m33.72 |
| 5                 | Ines Melchor             | PER Peru           | 33m36.17 |
| 6                 | Emily McCabe             | USA Estados Unidos | 33m39.61 |
| 7                 | Ednalva Silva            | BRA Brasil         | 34m09.21 |
| 8                 | Bertha Sánchez           | COL Colômbia       | 34m13.25 |
| 9                 | Jimena Misayauri         | PER Peru           | 34m30.51 |
| 10                | Martha Tenorio           | ECU Equador        | 36m47.30 |